# Korsnäs (Uppsala)
Korsnäs is een plaats in de gemeente Uppsala in het landschap Uppland en de provincie Uppsala län in Zweden. De plaats heeft 65 inwoners (2005) en een oppervlakte van 15 hectare.